# Huaqiao (sockenhuvudort i Kina, Jiangxi Sheng, lat 28,53, long 114,96)
Huaqiao är en sockenhuvudort i Kina. Den ligger i provinsen Jiangxi, i den sydöstra delen av landet, omkring 92 kilometer väster om provinshuvudstaden Nanchang. Antalet invånare är 9 882. Befolkningen består av 4 578 kvinnor och 5 304 män. Barn under 15 år utgör 19,0 %, vuxna 15-64 år 71 %, och äldre över 65 år 9,0 %.
Runt Huaqiao är det tätbefolkat, med 276 invånare per kvadratkilometer. Närmaste större samhälle är Tangpu, 10,4 km söder om Huaqiao. I omgivningarna runt Huaqiao växer i huvudsak blandskog.
Genomsnittlig årsnederbörd är 2 092 millimeter. Den regnigaste månaden är maj, med i genomsnitt 337 mm nederbörd, och den torraste är oktober, med 32 mm nederbörd.